# Zakon rycerski

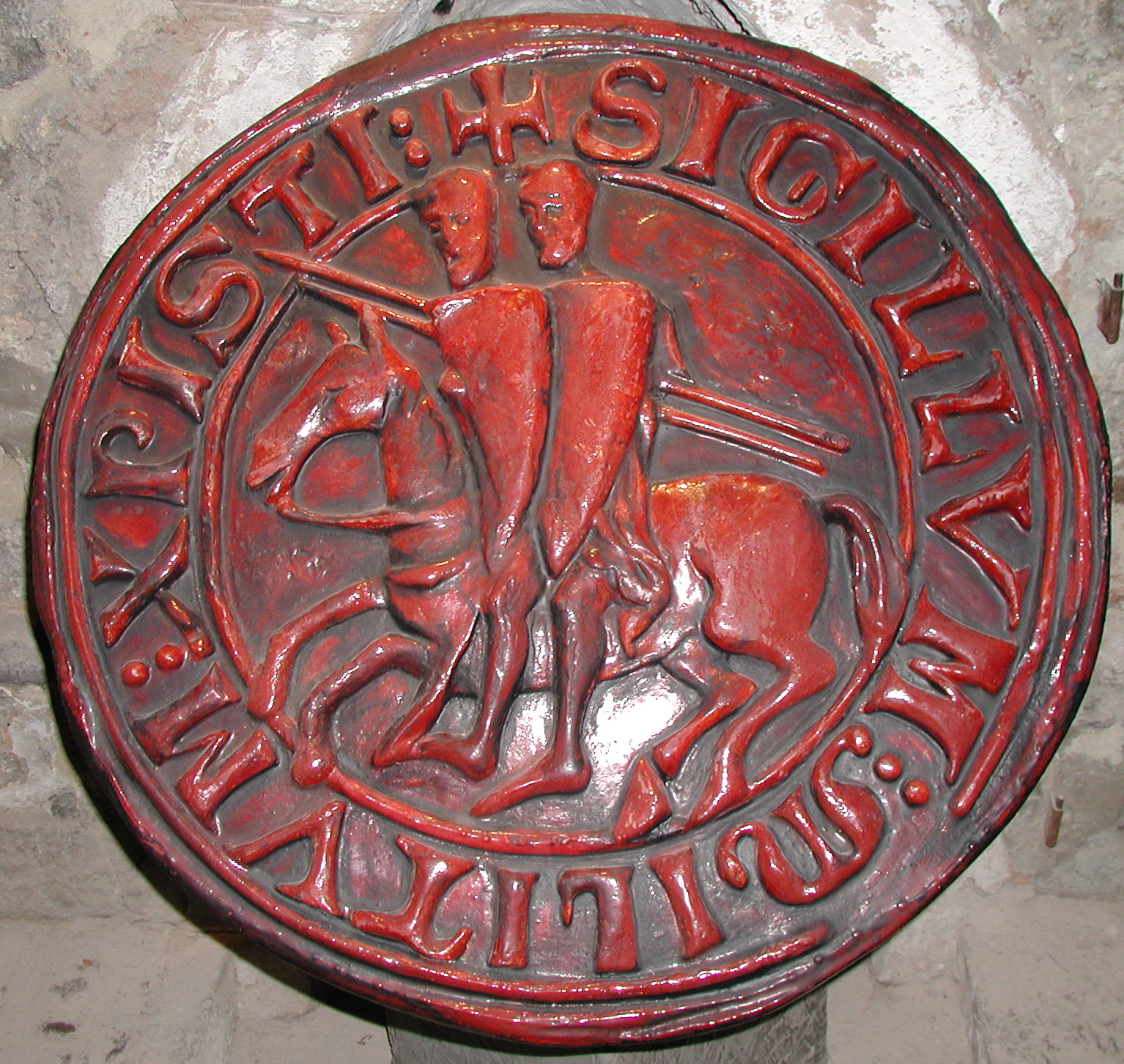
Pieczęć zakonu templariuszy

Zakon rycerski – pierwotnie w Kościele katolickim zakon, w skład którego wchodzili zakonnicy (duchowni) oraz bracia-rycerze, czyli rycerze, którzy nie przyjmując święceń, godzili się żyć jak zakonnicy (składali śluby czystości i ubóstwa). Ich głównym zadaniem była nie tylko modlitwa czy kontemplacja, lecz również walka w obronie wiary i ideałów przyjętych w regule zakonnej.
Pierwsze zakony rycerskie powstawały na fali krucjat (w Królestwie Jerozolimskim) i pielgrzymek do Ziemi Świętej w XI i XII w.
Niektóre zakony rycerskie utworzyły własne państwa – zakon krzyżacki w Prusach i Ziemi Świętej, Zakon Maltański na Rodos i Malcie, lazaryci w Akce.
Obecnie joannici, lazaryci i bożogrobcy są zakonami elitarnymi, przyjmującymi prawie wyłącznie osoby o szlacheckim rodowodzie, i koncentrującymi swoje działania na prowadzeniu szpitali oraz działalności charytatywnej. Zakon krzyżacki dziś jest zakonem czysto religijnym, mniszym, pozbawionym prerogatyw rycerskich.

## Zakony powstałe w związku z ruchem pielgrzymkowym i krucjatami
| Zakon | Herb  | Założyciel                   | Data powstania     | Data zatwierdzenia Papież, który zatwierdził zakon | Data rozwiązania | Opis i uwagi |
| --- | ----- | ---------------------------- | ------------------ | -------------------------------------------------- | ---------------- | --- |
| Rycerze Tau Zakon św. Jakuba z Altopascio |       | Matylda toskańska            | między 1070 a 1080 | 1239 Grzegorz IX                                   | 1459/1587/1672   | Początkowo, jego celem było zapewnienie opieki pielgrzymom zdążającym do Rzymu, Ziemi Świętej i Composteli. Rozwiązany w 1459 r. (jego majątek przekazano Zakonowi Najświętszej Maryi Panny z Betlejem). Pomimo bulli papieskiej rozwiązującej zakon, funkcjonował on jeszcze w XVI i XVII wieku we Włoszech i Francji. We Włoszech został rozwiązany w 1587 roku (majątek przekazano Zakonowi św. Stefana). Gałąź francuska zakonu została rozwiązana w 1672 roku (majątek przekazano lazarytom). |
| Lazaryci Zakon Rycerzy i Szpitalników świętego Łazarza z Jerozolimy                                                                               | [ a ] | Gerard Tonque                | 1098               | 1116 Paschalis II                                  | Istnieje do dziś | Zakon o charakterze międzynarodowym |
| Joannici Zakon Rycerzy Jerozolimskiego Szpitala św. Jana Chrzciciela Ordo Militia Sancti Johannis Baptistae Hospitalis Hierosolimitani            | [ a ] | Gerard Tonque                | ok. 1099           | 15 lutego 1113 Paschalis II                        | Istnieje do dziś | Zakon o charakterze międzynarodowym; posiada status suwerennego podmiotu prawa międzynarodowego. Obecnie z siedzibą w Rzymie |
| Bożogrobcy Zakon Rycerski Grobu Bożego w Jerozolimie Ordo Equestris Sancti Sepulcri Hierosolymitani                                               |       | Gotfryd z Bouillon           | 1099               | 1114/1122 Kalikst II                               | Istnieje do dziś | Papież Innocenty VIII w 1489 roku inkorporował bożogrobców do zakonu joannitów. Oficjalnie reaktywowany w 1847. Obecnie zakon jest stowarzyszeniem duchownych i świeckich, niezwiązanych ślubami zakonnymi. Obecnie z siedzibą w Rzymie |
| Templariusze Zakon Ubogich Rycerzy Chrystusa i Świątyni Salomona Fratres Militiae Templi, Pauperes Commilitones Christi Templique Salomonis       |       | Hugues de Payns              | 1118               | 1128 Honoriusz II                                  | 3 kwietnia 1312  | Międzynarodowy zakon „rycerzy świątyni”, wśród których dominowali rycerze z Francji; rozwiązany przez papieża Klemensa V po zarzutach o herezję |
| Zakon Monte Gaudio |       | Rodrigo Alvarez              | między 1171 a 1180 | 1180 Aleksander III                                | 1221             | Skupiał rycerzy z półwyspu iberyjskiego. Już w 1196 roku część rycerzy przeszła do templariuszy, a pozostali połączyli się z zakonem Calatrava w 1221 roku |
| Krzyżacy Zakon Szpitala Najświętszej Maryi Panny Domu Niemieckiego w Jerozolimie Ordo fratrum domus Sanctae Mariae Theutonicorum Hierosolimitanum |       | mieszczanie z Bremy i Lubeki | 1191               | 1198 Celestyn III                                  | Istnieje do dziś | Skupiał rycerzy głównie pochodzenia niemieckiego, miał domy rozsiane w całej Europie. Po upadku Królestwa jerozolimskiego działał krótko w Siedmiogrodzie, a następnie stworzył swoje państwo w Prusach i Inflantach. Obecnie z siedzibą w Wiedniu |
| Zakon św. Tomasza z Akki |       | Ryszard I Lwie Serce,        | 1192               | 1236 Grzegorz IX                                   | 1538             | Skupiał rycerzy pochodzenia angielskiego. Po upadku Królestwa jerozolimskiego przeniósł się do Anglii |

## Zakony powstałe na Półwyspie Iberyjskim
Drugą grupę zakonów rycerskich stanowiły zakony utworzone na Półwyspie Iberyjskim do walki z Maurami. Różniły się one od zakonów z Ziemi Świętej. Walczyły one w Hiszpanii i Portugalii, mając tam główne siedziby i tam też rekrutując większość swoich członków, od początku były też silnie związane z miejscową hierarchią kościelną i władcami, często w ich szeregach można było spotkać ludzi żonatych, których małżonki również były członkami zakonu. Do iberyjskich zakonów rycerskich powstałych w okresie średniowiecza należały:
| Zakon                                                                                | Herb | Założyciel                            | Data powstania     | Data zatwierdzenia Papież, który zatwierdził zakon | Data rozwiązania                                                | Opis i uwagi |
| ------------------------------------------------------------------------------------ | ---- | ------------------------------------- | ------------------ | -------------------------------------------------- | --------------------------------------------------------------- | --- |
| Rycerze Chrystusowi Zakon św. Zbawiciela z Monrealu                                  |      | Alfons I Waleczny i Gaston IV z Bearn | 1128               |                                                    | 1143/30 marca 1150                                              | Składał się z rycerzy aragońskich. Zakon połączony z templariuszami. |
| Kalatrawensi Zakon z Kalatrawy Militiae Calatravae Ordinis Cistercensis              |      | opat Rajmund z Fitero                 | 1158               | 1164 Innocenty III                                 | Zakon istnieje do dziś w postaci orderowego bractwa rycerskiego | |
| Zakon Avis                                                                           |      |                                       | ok. 1160           | 1192 Celestyn II                                   | Zakon istnieje do dziś w postaci orderu rycerskiego             | Zakon skupiał rycerzy Portugalskich. W latach 1187–1431 podporządkowany zakonowi z Kalatrawy. W 1789 zakon przekształcony został w organizację świecką |
| Zakon z Alcántara Zakon św. Juliana z Pereiro,                                       |      | Suarez i Gomez Fernández Barrientos   | między 1167 a 1176 | 29 grudnia 1177 Aleksander III                     | Zakon istnieje do dziś w postaci orderowego bractwa rycerskiego | |
| Zakon Santiago Zakonu św. Jakuba z Composteli                                        |      | Gerard Tonque                         | 1170               | 5 czerwca 1175 Aleksander III                      | Zakon istnieje do dziś w postaci orderowego bractwa rycerskiego | Powstał na bazie bractwa rycerskiego, skupiającego rycerzy broniących pielgrzymów zmierzających do Santiago de Compostela |
| Zakon Skrzydła św. Michała                                                           |      | Alfons I Zdobywca, król Portugalii    | 1171               | 1171 Aleksander III                                | 1834                                                            | Zakon przechodził podobną drogę jak inne zakony rycerskie w Portugalii. Został włączony do korony portugalskiej, a w 1834 roku zlikwidowany, chociaż grupa rycerzy działała jeszcze nieformalnie do 1868 roku. |
| Zakon św. Jerzego z Alfamy                                                           |      | Piotr II Katolicki, król Aragonii     | 1201               | 1372 Grzegorz XI                                   | 1399/1400                                                       | W 1399 roku antypapież Benedykt XIII połączył go z zakonem Montesy, inne źródła podają datę połączenia na rok 1400. |
| Mercedariusze Zakon Najświętszej Maryi Panny Miłosierdzia dla Odkupienia Niewolników |      | Piotr Nolasco                         | 1218               | 17 stycznia 1235 Grzegorz IX                       | Zakon nadal istnieje jako zgromadzenie duchownych.              | W 1317 roku doszło do przejścia rycerzy do świeżo powstałego rycerskiego zakonu z Montesy. Zakon stał się wyłącznie zgromadzeniem duchownych. |
| Zakon Najświętszej Maryi Panny z Hiszpanii                                           |      | Alfons X Mądry, król Kastylii         | 1272               |                                                    | 1281                                                            | W 1280 roku zapadła decyzja o jego przyłączeniu do zakonu Santiago, co ostatecznie zostało zrealizowane w roku następnym. |
| Zakon z Montesy                                                                      |      | Jakub II Sprawiedliwy, król Aragonii  | 1319               | 10 czerwca 1317 Jan XXII                           | Zakon istnieje do dziś w postaci orderu rycerskiego.            | Powstał w Królestwie Aragonii. Celem powstania zakonu było niedopuszczenie do przejęcia majątku templariuszy przez obce zakony i uzyskanie kontroli nad tym majątkiem przez króla Aragonii. |
| Zakon Rycerzy Chrystusa                                                              |      | Dionizy I, król Portugalii            | 1319               | 14 marca 1319 Jan XXII                             | Zakon istnieje do dziś w postaci orderu rycerskiego.            | Powstał, aby przejąć kontrolę nad majątkiem rozwiązanego zakonu templariuszy. W 1492 papież Aleksander VI zwolnił Zakon Chrystusa ze ślubów religijnych, co potwierdził papież Juliusz II. W ten sposób zakon został włączony do korony portugalskiej i stał się orderem. Jedynie kapelani zakonni prowadzili życie klasztorne w Tomar aż do 1834. |

## Zakony powstałe w celu walki z poganami w Europie wschodniej
W XIII wieku powstały również zakony rycerskie do walki z poganami w Inflantach i Prusach Wschodnich, które miały pomóc działającemu tam zakonowi krzyżackiemu.
| Zakon                                           | Herb | Założyciel                        | Data powstania     | Data zatwierdzenia Papież, który zatwierdził zakon | Data rozwiązania | Opis i uwagi |
| ----------------------------------------------- | ---- | --------------------------------- | ------------------ | -------------------------------------------------- | ---------------- | --- |
| Kawalerowie Mieczowi Zakon kawalerów mieczowych |      | Albert von Buxhövden, biskup Rygi | 1202               | 1204 Innocenty III                                 | 1237             | Zakon połączony z zakonem krzyżackim; powstała w związku z tym inflacka gałąź tego zakonu, posiadająca autonomię. Błędem jest jednak utożsamianie inflanckiej gałęzi zakonu krzyżackiego z zakonem kawalerów mieczowych. |
| Bracia dobrzyńscy Pruscy Rycerze Chrystusowi    |      | Christian z Oliwy, biskup Prus    | między 1216 a 1228 | 1228 Grzegorz IX                                   | XIV w.           | Około roku 1235, większość braci przyłączyła się do zakonu krzyżackiego, na co zezwalał dokument papieski (jednakże Bracia Dobrzyńscy nie zostali oficjalnie przyłączeni do zakonu krzyżackiego). Zakon przestał oficjalnie istnieć (według prawa kanonicznego) 100 lat po śmierci jego ostatniego członka, a więc w połowie XIV wieku. |

## Inne zakony rycerskie
| Zakon                                                                            | Herb | Założyciel                 | Data powstania | Data zatwierdzenia Papież, który zatwierdził zakon | Data rozwiązania | Opis i uwagi |
| -------------------------------------------------------------------------------- | ---- | -------------------------- | -------------- | -------------------------------------------------- | ---------------- | --- |
| Zakon Krzyżowców z Czerwoną Gwiazdą Ordo Militaris Crucigerorum cum Rubea Stella |      | św. Agnieszka Przemyślidka | XII w. /1233   | 14 kwietnia 1237 Grzegorz IX                       | Istnieje do dziś | Zakon rycerski o charakterze szpitalnym, przekształcony z czasem w zakon kanoników regularnych, powstały i uformowany w latach trzydziestych XIII wieku. Krzyżowców z czerwoną gwiazdą zwano również krzyżakami z czerwoną gwiazdą, szpitalnikami, braćmi szpitalnymi i krzyżowcami gwiaździstymi. |

Aktywność różnych ruchów heretyckich w XIII-XIV w. i zagrożenie tureckie w XV w. stało się przyczyną utworzenia nowych zakonów rycerskich.
| Zakon                                                    | Herb | Założyciel                                                   | Data powstania | Data zatwierdzenia Papież, który zatwierdził zakon | Data rozwiązania                                            | Opis i uwagi |
| -------------------------------------------------------- | ---- | ------------------------------------------------------------ | -------------- | -------------------------------------------------- | ----------------------------------------------------------- | --- |
| Zakon św. Ducha z Montpellier                            |      | Guy de Montpellier                                           | 1195           | 23 kwietnia 1198 Innocenty III                     | 1711                                                        | Głównym zadaniem zakonu była pomoc chorym i ochrona chrześcijan przed zbrojnymi bandami albigensów. Nie istniał w latach 1672–1693. Zakon stracił swój militarny charakter w 1708 r., a w 1711 r. papież Klemens XI włączył go do Zakonu św. Łazarza.                                           |
| Zakon Rycerzy Jezusa Chrystusa (Langwedocja)             |      | biskup Fulko z Tuluzy, Szymon z Montfort oraz Dominik Guzmán | 1209           | 1234 Grzegorz XIII                                 | 1261                                                        | Powołany do walki z albigensami. Po zduszeniu ruchu przestał istnieć cel, dla którego zakon został powołany. W związku z tym już pod koniec XIII w. bracia-rycerze zostali połączeni z Zakonem od Pokuty św. Dominika, dając początek Trzeciemu Zakonowi św. Dominika (tercjarze dominikańscy). |
| Zakon Rycerzy Jezusa Chrystusa (Parma)                   |      | Bartłomiej z Vicenzy                                         | 1233           | 1235 Grzegorz XIII                                 | XIII w.                                                     | Po rozwiązaniu ich majątek został przekazany Zakonowi Błogosławionej i Cudownej Maryi Panny. Członkowie zakonu przeszli do Trzeciego Zakonu św. Dominika (tercjarze dominikańscy), a ich zgromadzenie przestało mieć charakter militarny.                                                       |
| Zakon Błogosławionej i Cudownej Maryi Panny              |      | Loderigo d’Andalo                                            | 1233           | 1261 Urban IV                                      | XVI w.                                                      | Zakon ten był pierwszym zakonem rycerskim, który przyjmował kobiety, nadając im tytuł rycerza (militissa). |
| Zakon św. Maurycego                                      |      | Amadeusza VIII, książę Sabaudii                              | 1434           |                                                    | 1439                                                        | Nie jest pewne jednak, czy był to zakon rycerski. Zakon ten przetrwał do 1439 r., kiedy został rozwiązany krótko po wyborze założyciela na antypapieża Feliksa V. Do zakonu odwoływał się ustanowiony w 1572 r. – Order Domowy pw. świętych Maurycego i Łazarza                                 |
| Zakon Najświętszej Maryi Panny z Betlejem                |      | papież Pius II                                               | 1459           | 1459 Pius II                                       | 1484                                                        | Głównym zadaniem nowego zakonu była obrona niedawno odbitej z rąk muzułmańskich wyspy Lemnos. Wkrótce jednak wyspa została ponownie zajęta przez Turków i zakon przestał istnieć (zniesiony w roku 1484 przez papieża Innocentego VIII).                                                        |
| Zakon św. Jerzego z Karyntii                             |      | cesarz Fryderyka III i papież Paweł II                       | 1469           | 1469 Paweł II                                      | 1598                                                        | Zadaniem zakonu była obrona cesarstwa i dobroczynność. Zakon rozwiązano w 1598 r., a jego posiadłości przekazano jezuitom. |
| Zakon św. Stefana Zakon św. Stefana Papieża i Męczennika |      | Kosma Medyceusz Starszy                                      | 1561           | 1 października 1561 Pius IV                        | Istnieje do dnia dzisiejszego w postaci orderu rycerskiego. | Zakon ten był początkowo zakonem morskim. Powstał, aby bronić Włochy od muzułmańskich i pirackich ataków od strony morza oraz uwalniać siłą chrześcijańskich jeńców z niewoli tureckiej. Mimo rozwiązania w 1859 r. przetrwał jako order rycerski.                                              |

## Świeckie zakony rycerskie
W miarę jak przygasała gwiazda oraz malało znaczenie wielkich kościelnych zakonów rycerskich, pojawiła się idea tworzenia świeckich zakonów rycerskich. Właściwie to nie była całkiem nowa idea, jako że odpowiednikiem takiego właśnie zakonu byli Rycerze Okrągłego Stołu, opiewani w utworach o tematyce arturiańskiej. Zakony świeckie, określane również jako bractwa rycerskie, były powoływane przez monarchów i innych możnych późnego Średniowiecza, a na celu miały głównie lepsze zorganizowanie własnych stronników (lobby) – czyli grup rycerzy połączonych silnymi więzami lojalności wobec władcy lub innego możnego protektora. Zakony takie, zwane z łac. ordo pod koniec XIV w. istniały już na prawie każdym dworze chrześcijaństwa łacińskiego.
Do najgłośniejszych zakonów tego typu, czyli stowarzyszeń związanych regułą świecką, należały:
- Zakon Szarfy (Zakon Banda) – utworzony ok. 1320 r. w Kastylii (Hiszpania)
- Zakon Podwiązki – utworzony w 1348 r. przez króla Edwarda III (zakon ten przetrwał ponad 600 lat)
- Zakon Gwiazdy – utworzony w 1351 r. przez Jana II Dobrego, króla Francji
- Zakon Złotego Runa – utworzony przez Filipa II Dobrego w 1430 r. zakon burgundzki (później jeden z największych w Europie, podzielił się na gałąź austriacką i hiszpańską)

Niektóre z rycerskich zakonów świeckich miały charakter wybitnie praktyczny lub charytatywny, np.:
- Zakon Sokoła (Tiercelet) – utworzony w 1380 r. w Poitou (Francja), którego członkowie postawili sobie za cel dzielenie zysków z wypraw, ale i związanych z nimi niebezpieczeństw (w razie konieczności zapłacenia okupu wszyscy zbierali się na ten cel)
- Zakon Białej Damy na Zielonej Tarczy – utworzony przez rycerza Boucicaut w 1399 r., jako zakon, który postawił sobie za zadanie obronę „bezbronnych i wydziedziczanych dam”
- Zakon Ostu – założony w poł. XVI w. przez króla Szkocji, Jakuba V, który miał na celu zjednoczenie szlachty szkockiej do walki z Anglią
- Zakon św. Stanisława (Order Świętego Stanisława) – założony przez króla Stanisława Augusta Poniatowskiego dla opieki nad Szpitalem Dzieciątka Jezus i Biblioteką Narodową

Z biegiem czasu przynależność do świeckich zakonów rycerskich przybrała charakter czysto honorowy, zmalały również ograniczenia w przyjmowaniu do nich nowych członków. Ducha dawnego uroczystego przyjmowania do wspólnoty oraz wymóg ścisłego przestrzegania wyraźnie określonych reguł postępowania, zastąpiły proste ceremonie wręczania orderów wojskowych i cywilnych „dla zasłużonych”, jakby „po fakcie”. Do naszych czasów przetrwało bardzo niewiele zakonów rycerskich – ostatnią znaczącą ich reminiscencją był rozkwit grup kawalerów różnych orderów, który nastąpił począwszy od XIX w. i trwa do dziś. Łacińska nazwa ordo (czyli „zakon”) została przeniesiona na oznakę, emblemat świadczący o wyróżnieniu jakiejś zasłużonej osoby (Kawaler Orderu...), czy też po prostu jej przynależności do takiej grupy. Wysoki, nawiązujący w większym stopniu do zakonów charakter utrzymały niektóre istniejące do dziś ordery domowe, szczególnie w Wielkiej Brytanii.
Można również rozważać charakter podobieństw i różnic pomiędzy średniowiecznymi zakonami rycerskimi a tworzonymi współcześnie bractwami rycerskimi. Wydaje się jednak, że głównym ogniskiem zainteresowania tych ostatnich jest raczej odtwarzanie niektórych zewnętrznych aspektów kultury materialnej (uzbrojenie, stroje), kultury duchowej (obyczajowość, rozrywka), a także próby odtwarzania i opanowywania niektórych umiejętności niezbędnych średniowiecznemu rycerzowi do życia w tamtych zamierzchłych czasach (technika jazdy konnej, posługiwanie się różnymi rodzajami broni itp.).

## Lista średniowiecznych zakonów rycerskich wedle dat powstania

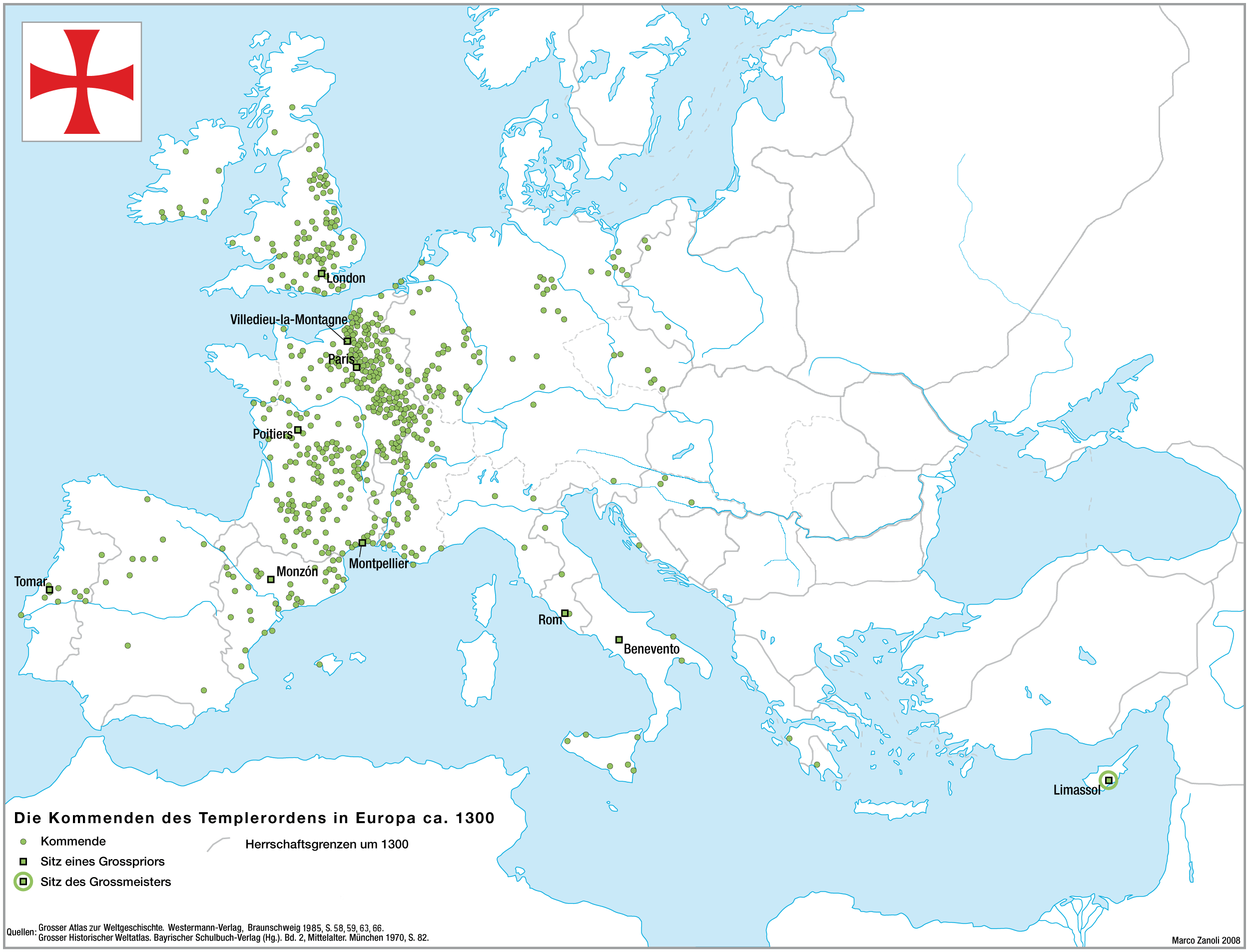
Domy zakonne templariuszy w 1300 roku

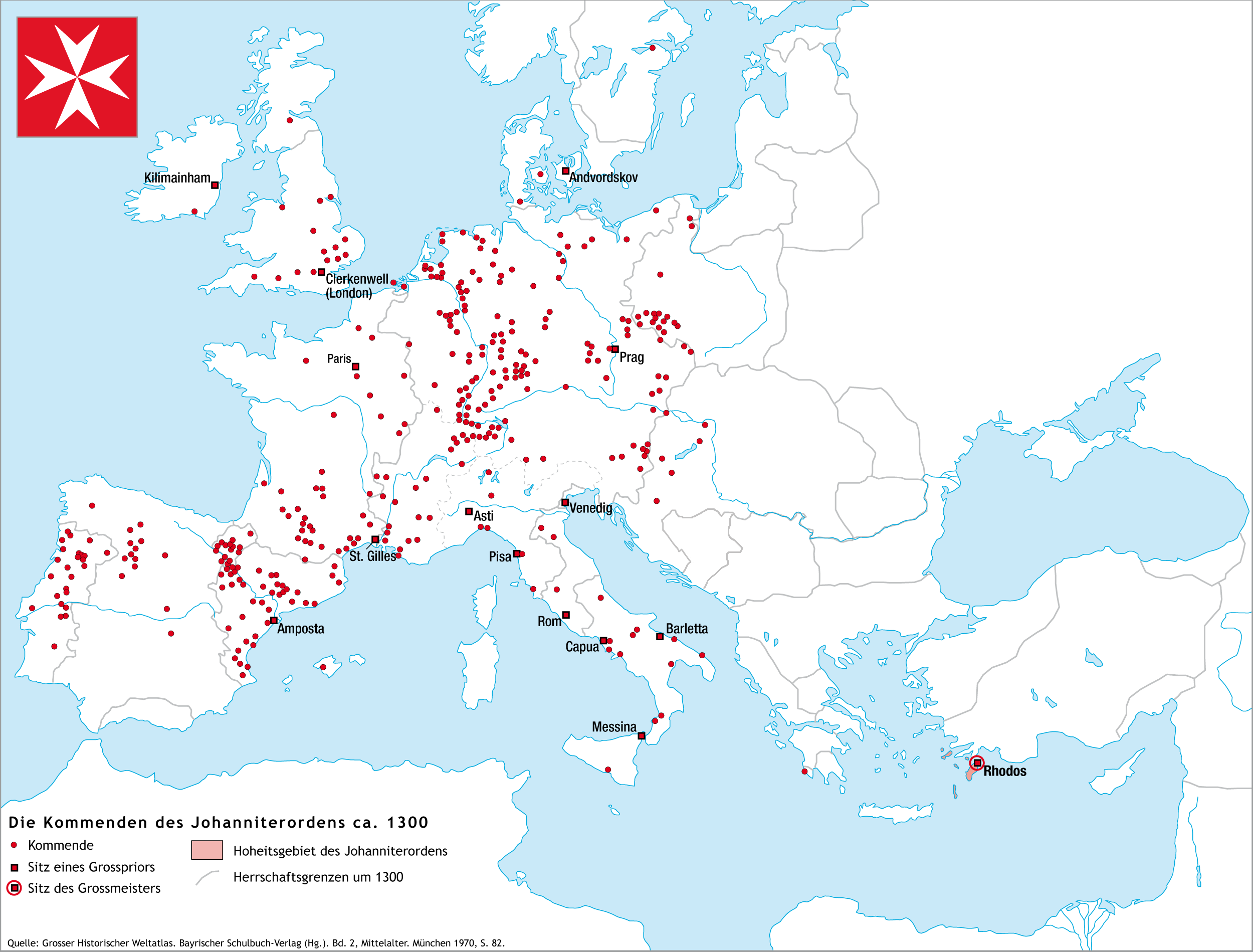
Domy zakonne joannitów w 1300 roku

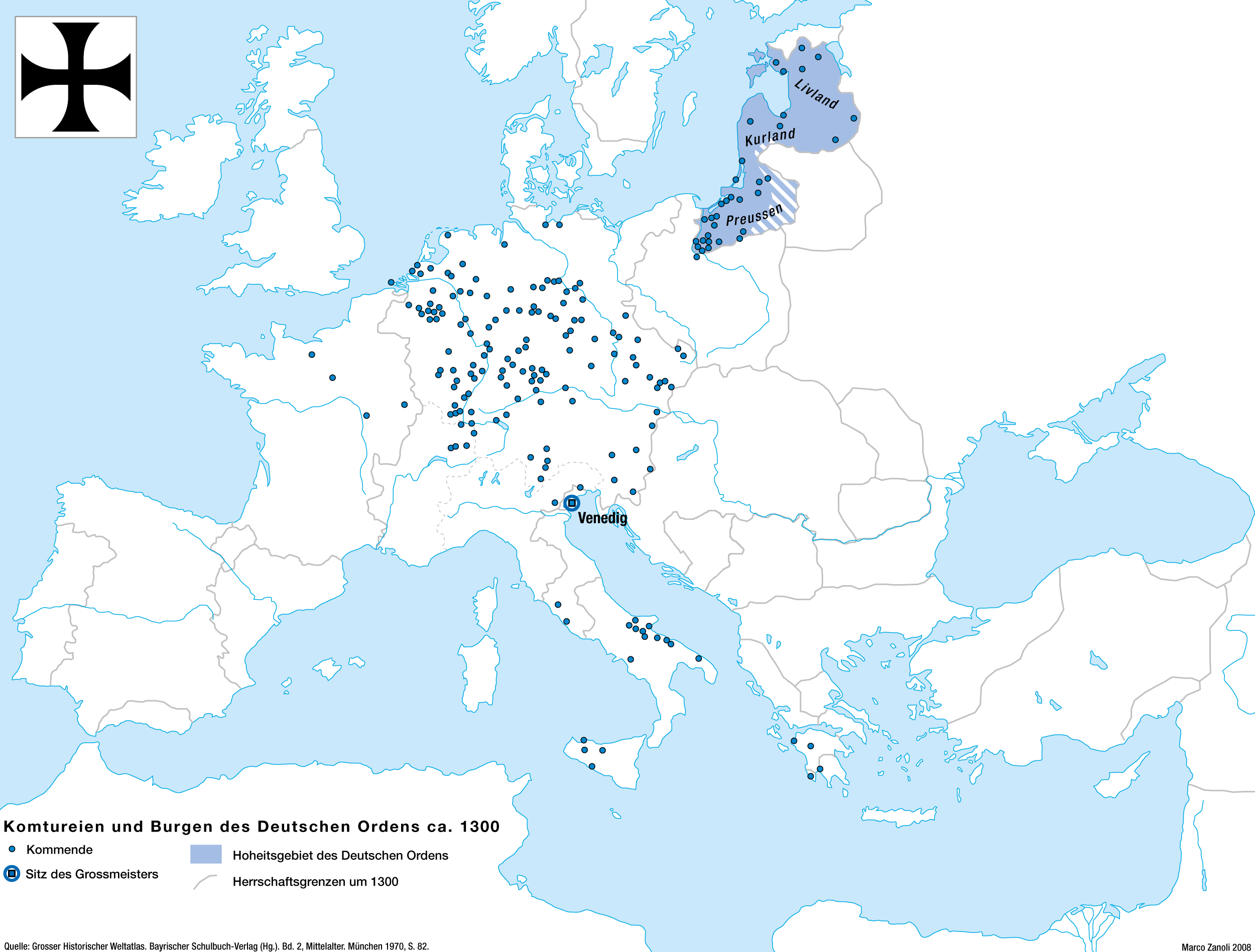
Domy zakonu krzyżackiego i państwo zakonne w 1300 roku

Według daty powstania (w nawiasie daty przyznania reguły zakonu rycerskiego):
- 1070–1080 (1239) – Zakon św. Jakuba z Altopascio
- 1098 (ok. 1180) – Zakon Rycerzy św. Łazarza
- 1099 (1122) – bożogrobcy
- przed 1113 (1113) – joannici
- 1118 (1128) – templariusze
- 1128 – Zakon św. Zbawiciela z Monrealu
- 1157 (1177) – Zakon Alcantara
- 1158 (1199) – Zakon Calatrava
- ok. 1167 (1187) – Zakon Avis
- 1170 (1175) – Zakon Santiago
- 1171 – Zakon Skrzydła św. Michała
- po 1171 (1180) – Zakon Mountjoy
- 1191 (1198) – Krzyżacy
- 1192 (1226) – Zakon św. Tomasza z Akki
- 1201 (1372) – Zakon św. Jerzego z Alfamy
- 1202 – Kawalerowie Mieczowi
- 1209 (1234) – Zakon Rycerzy Jezusa Chrystusa (Langwedocja)
- po 1216 (1228) – Bracia dobrzyńscy
- 1218 (1235) – mercedariusze
- przed 1219 – Zakon Krzyżowców z Czerwoną Gwiazdą
- 1233 (1235) – Zakon Rycerzy Jezusa Chrystusa (Parma)
- 1233 (1261) – Zakon Błogosławionej i Cudownej Maryi Panny
- 1272 – Zakon Najświętszej Maryi Panny z Hiszpanii
- po 1312 (1319) – Zakon Rycerzy Chrystusa
- 1319 (1317) – Zakon Rycerzy z Montesy
- 1434 – Zakon św. Maurycego
- 1440 – Brandenburski Zakon Łabędzia
- 1459 (1459) – Zakon Najświętszej Maryi Panny z Betlejem
- 1469 (1469) – Zakon św. Jerzego z Karyntii
- 1561 (1561) – Zakon św. Stefana